# San Sebastiano (Milánó)
A San Sebastiano (Via Torino) egy milánói templom.

## Története
Hatalmas, kör alapú tornyocskával díszített kupolájú épület. Ennek a helyén már a 9. században is templom állott. A mostanit Borromeo Szent Károly megbízásából Domenico Pellegrini tervezte 1577-ben.